# Morbus Mohl
Morbus Mohl (lat. morbus = „Krankheit“)  ist eine umgangssprachliche Bezeichnung für die Hypochondrie, die insbesondere von der Medienberichterstattung geprägt wurde. Eine eigenständige medizinische Erkrankung dieses Namens existiert nicht.
Die Bezeichnung nimmt Bezug auf Hans Mohl (1928–1998), den Moderator der Fernsehsendung „Gesundheitsmagazin Praxis“. Die Sendung wurde von 1964 bis 2004 monatlich im ZDF ausgestrahlt. In den Sendungen lag der Schwerpunkt oft auf Krankheitsvorsorge und Früherkennung von Krankheiten, insbesondere Krebs-Vorsorgeuntersuchungen. Jeweils am Tag nach der Sendung beobachteten viele Ärzte ein erhöhtes Patientenaufkommen in ihrer Praxis, die bei sich die in der jeweiligen Sendung geschilderten Symptome entdeckt hatten und schilderten.
Das Phänomen beleuchtet den Einfluss der Gesundheitsberichterstattung auf die Krankheitswahrnehmung und ist nicht nur ein Beispiel dafür, wie Publizistik den Boden für das Ausleben von Hypochondrie bereiten kann, sondern auch für den starken Einfluss der Massenmedien auf die Gesundheitserziehung der Bevölkerung.